# Józef Trendota (żołnierz)
Józef Kazimierz Trendota (ur. 21 lipca 1905, zm. 13 listopada 1979) – oficer Wojska Polskiego i Polskich Sił Zbrojnych, inżynier, uczestnik kampanii wrześniowej oraz walk o Tobruk i Monte Cassino.

## Życiorys
Absolwent Szkoły Podchorążych Piechoty w Ostrowi Mazowieckiej. 15 sierpnia 1928 Prezydent RP mianował go podporucznikiem ze starszeństwem z 15 sierpnia 1928 i 73. lokatą w korpusie oficerów piechoty, a minister spraw wojskowych wcielił do 12 Pułku Piechoty w Wadowicach.
W 1934, jako oficer stanu spoczynku pozostawał w ewidencji Powiatowej Komendy Uzupełnień Kraków Miasto. Posiadał przydział do Oficerskiej Kadry Okręgowej Nr V. Był wówczas „przewidziany do użycia w czasie wojny”.
W czasie II wojny światowej, w stopniu porucznika pełnił służbę w 2 Kompanii Sanitarnej 3 Dywizji Strzelców Karpackich.
Po wojnie pracował jako wicedyrektor Stacji Sanitarno-Epidemiologicznej w Krakowie. Pochowany na Cmentarzu Podgórskim w Krakowie.
Józef Kazimierz był żonaty z Janiną (1904–1977), z którą miał bliźniaków Kazimierza (1935–2015) i Stanisława (1935–2017).

## Odznaczenia
- Złoty Krzyż Zasługi
- Medal Wojska
- Krzyż Pamiątkowy Monte Cassino
- Africa Star
- Gwiazda Italii